# Club des Hashischins

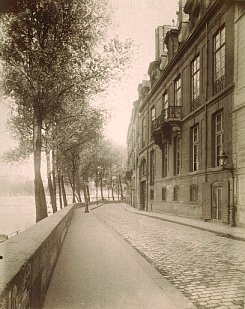
Hôtel de Lauzun, lugar de reunión del club.

El Club des Hashischins (a veces también Club des Hashishins o Club des Hachichins, «Club de los hachisinos») fue un grupo parisino dedicado a la exploración de experiencias inducidas por drogas, especialmente con hachís. Los miembros incluyeron a Victor Hugo, Alejandro Dumas, Charles Baudelaire, Gérard de Nerval, y Honoré de Balzac.

## Orígenes del club
Varias drogas como el hachís y el opio eran cada vez más conocidas en Europa a principios del siglo XIX. En ese momento, el uso de estas drogas estaba muy extendido entre los círculos científicos y literarios con fines de recreación.
La Armada de Oriente (Armée d'Orient), junto con un contingente de 151 científicos y antropólogos de la Comisión de Ciencias y Artes (Commission des Sciences et des Arts), trajo consigo cantidades de hachís desde la expedición de Napoleón a Egipto. La conquista francesa de Argelia de (1830–1847) aumentó aún más el consumo popular del hachís.

## Historia
El club estuvo activo desde aproximadamente 1844 hasta 1849 y contó con la élite literaria e intelectual de París entre sus miembros, incluidos el Dr. Jacques-Joseph Moreau, Théophile Gautier, Charles Baudelaire, Gérard de Nerval, Eugène Delacroix y Alejandro Dumas. Se celebraban sesiones espirituales mensuales en el Hôtel de Lauzun (en ese momento, Hôtel Pimodan) en la isla de San Luis.
Gautier escribió sobre el club en un artículo titulado Le Club des Haschischins, publicado en la Revue des Deux Mondes en febrero de 1846. En él describió su primera visita:

«Una tarde de diciembre, obedeciendo una misteriosa citación, redactada en términos enigmáticos entendidos por los afiliados pero ininteligibles para otros, llegué a un barrio distante, una especie de oasis de soledad en medio de París que el río, rodeándolo con sus dos brazos, parece defenderse de las invasiones de la civilización. Fue en una vieja casa en la isla de Saint-Louis, el Hotel Pimodan, construido por Lauzun, que el extraño club del que era miembro recientemente celebró sus sesiones mensuales donde estaba asistir por primera vez».
Théophile Gautier, 1846.

Aunque a menudo se lo cita como el fundador del club, en el artículo Gautier dice que asistía a sus sesiones por primera vez esa noche y dejó en claro que otros compartían una experiencia familiar con él. Los miembros del club a menudo consumían dawamesk, una pasta verdosa hecha de resina de cannabis mezclada con grasa (manteca o mantequilla), miel y pistachos.
Durante este período, Jacques-Joseph Moreau, que se especializó en el concepto sociológico de alienación social, estudió los efectos sobre la salud del consumo de hachís. Moreau estudió este producto según sus viajes entre 1837 y 1840 en Egipto, Siria y Asia menor. De vuelta en Francia, continuó experimentando consigo mismo y publicó un libro de 1845 titulado Du hachisch et de l'aliénation mentale, études psychologiques («Hachís y alienación mental») en el que establece una equivalencia entre el sueño, la alucinación y el delirio por hachís. Este libro fue el primero escrito por un científico sobre una droga.
Gautier y Baudelaire finalmente dejaron de asistir a las sesiones. Gautier escribió: «Después de una docena de experimentos, dejamos para siempre esta droga intoxicante, no es que nos lastime físicamente, sino que el verdadero escritor solo necesita sus sueños naturales, y no le gusta que su pensamiento sea influenciado por ningún agente».